# Hayagriva
Hayagriva (sanscrito: हयग्रीव IAST hayagrīva, lett. "colui dal collo di cavallo") è una divinità indù, l'avatar di Vishnu con la testa di cavallo. Lo scopo di questa incarnazione era uccidere un danava chiamato anche Hayagriva (un discendente di Kashyapa e Danu), che aveva la testa di un cavallo e il corpo di un umano.